# Lolo-Bouénguidi
Lolo-Bouénguidi è un dipartimento della provincia di Ogooué-Lolo, in Gabon, che ha come capoluogo Koulamoutou.